# Vordere Engehalde
Die Vordere Engehalde (auch: Vorderi Ängihalde) ist ein Quartier der Stadt Bern. Es gehört zu den 2011 bernweit festgelegten 114 gebräuchlichen Quartieren und liegt im Stadtteil II Länggasse-Felsenau, dort im statistischen Bezirk Engeried. Das Quartier liegt auf einem Abhang am Westufer der Aare zwischen Lorrainebrücke und dem Aare-Stauwehr bzw. dem Stauwehr Engehalde. Es schliesst sich die Hintere Engehalde an. Im Westen grenzt das Quartier an Engeried, Viererfeld und Äussere Enge.
Im Jahr 2022 wurden 215 Einwohner angegeben, davon 167 Schweizer und 48 Ausländer.
Neben einigen Industrie- und Handwerksbetrieben befinden sich dort die Informatikabteilung der Postfinance, ein Seniorenheim der Domicil-Gruppe und das Pfadiheim Schwyzerstärn. Am Stauwehr Engehalde wird das Wasser für das Kraftwerk Felsenau angestaut und unter der Engehalbinsel zum Turbinenhaus unterirdisch in einem 500 Meter langen Stollen durchgeleitet. Durch die Aareschleife entsteht ein Gefälle von 10 bis 14 Metern. Das Stauwehr ist zudem mit einem 1998 in Betrieb genommenen Restwasserkraftwerk ausgestattet.
Der Uferweg an der Aare wird touristisch genutzt.